# Сестерцій
Сестерцій (лат. sestertius від semis + tertius; «пів на третю, два з половиною») — основна давньоримська срібна монета, що дорівнює чверті денарія (більш важкої срібної монети). Прирівнювався до двох з половиною фунтів міді . Позначається буквою «LLS» або «IIS», іноді «HS». Ця абревіатура розшифровується так: «Libra-Libra-Semis», — тобто: «Фунт-Фунт-Половина». При скороченому написанні дві букви «L» з усіченою нижньою поперечною рискою накладалися на букву «S» і виходив як би Знак долара.
Сестерцій виринає в історії вперше у 3 столітті до н. е. у римській республіці. Тоді його карбували зі срібла і важив він майже 1 грам. У I ст. до н. е. при Юлії Цезарі вперше карбують сестерцій із бронзи та у великих кількостях.
З грошовою реформою Августа сестерцій отримує свою остаточну форму. Його карбують з ауріхалькуму — латунного сплаву з цинку та міді, діаметром 27–35 міліметрів та вагою 27,3 грами (унція). Цей сестерцій визначав економіку імперії наступні 200 років, незважаючи на зменшення ваги та вмісту цинку вартість його залишалась незмінною.
Обід чи 0,5 л. вина у ті часи вартував 2 аси. Нормальний раб вартував 500 денаріїв (=2000 сестерціїв) або більше. Денна заробітна плата легіонера — 10 асів.

## Грошові еквіваленти
- Ауреус (Золото) = 25 Денаріїв (срібло)
- Денарій = 4 Сестерції (Латунь)
- Сестерцій = 2 Дупондії (Латунь)
- Дупондій = 2 Аси (мідь/бронза)
- Семіс = 2 Квадранси (Мідь/бронза)